# Världsmästerskapen i orientering 2010
Världsmästerskapen i orientering 2010 hölls i Trondheim i Norge 7–15 augusti 2010.

## Tävlingsprogram
| Datum      | Distans                   | Tävlingscentrum                        |
| ---------- | ------------------------- | -------------------------------------- |
| 8 augusti  | Sprintkvalificering       | Trondheim (Sverresborg museum)         |
| 8 augusti  | Sprintfinal               | Trondheim (centrum)                    |
| 9 augusti  | Medeldistanskvalificering | Jervskogen (Jervskogen skidcentrum)    |
| 10 augusti | Långdistanskvalificering  | Jervskogen (Jervskogen skidcentrum)    |
| 12 augusti | Långdistansfinal          | Leinstrandmarka (Granåsen skidcentrum) |
| 14 augusti | Medeldistansfinal         | Leinstrandmarka (Granåsen skidcentrum) |
| 15 augusti | Stafetter                 | Leinstrandmarka (Granåsen skidcentrum) |

## Medaljörer

### Sprint

#### Damer[1]
Guld Simone Niggli  Schweiz 16.06,2 

 Silver Helena Jansson  Sverige 16.06,9 

 Brons Marianne Andersen  Norge 16.12,1 

#### Herrar[2]
Guld Matthias Müller  Schweiz 16.10,9 

 Silver Fabian Hertner  Schweiz 16.13,2 

 Brons Frédéric Tranchand  Frankrike 16.13,3 

### Långdistans

#### Damer[3]
Guld Simone Niggli  Schweiz 1:12.49 

 Silver Marianne Andersen  Norge 1:15.02 

 Brons Emma Claesson  Sverige 1:15.07 

#### Herrar[4]
Guld Olav Lundanes  Norge 1:32.41 

 Silver Anders Nordberg  Norge 1:33.21 

 Brons Thierry Gueorgiou  Frankrike 1:36.21 

### Medeldistans

#### Damer[5]
Guld Minna Kauppi  Finland 30.01 

 Silver Simone Niggli  Schweiz 30.21 

 Brons Marianne Andersen  Norge 30.57 

#### Herrar[6]
Guld Carl Waaler Kaas  Norge 30.33 

 Silver Peter Öberg  Sverige 30.40 

 Brons Thierry Gueorgiou  Frankrike 31.12 

 Brons Daniel Hubmann  Schweiz 31.12

### Stafetter

#### Damer[7]
Guld  Finland (Anni-Maija Fincke, Merja Rantanen, Minna Kauppi) 1.59.04 

 Silver  Norge (Elise Egseth, Anne Margrethe Hausken, Marianne Andersen) 1.59.15 

 Brons  Sverige (Annika Billstam, Emma Claesson, Helena Jansson) 2.00.19 

#### Herrar[8]
Guld  Ryssland (Andrej Chramov, Dmitrij Tsvetkov, Valentin Novikov) 2.09.51 

 Silver  Norge (Carl Waaler Kaas, Audun Weltzien, Olav Lundanes) 2.10.34 

 Brons  Schweiz (Daniel Hubmann, Matthias Müller, Matthias Merz) 2.11.03 